# Thelaira americana
Thelaira americana är en tvåvingeart som beskrevs av Brooks 1945. Thelaira americana ingår i släktet Thelaira och familjen parasitflugor. Inga underarter finns listade i Catalogue of Life.